# Varanus exanthematicus
Varanus exanthematicus là một loài thằn lằn trong họ Varanidae. Loài này được Bosc mô tả khoa học đầu tiên năm 1792. có tên gọi Savannah monitor có nghĩa là kỳ đà Savannah, tên chúng có nguồn gốc từ môi trường sống của chúng là đồng cỏ. Hiện nay loài kỳ đà này đang được nuôi phổ biến tại Mỹ do trí thông minh và kích cỡ của chúng. Loài này có nguồn gốc tại Châu Phi.

## Mô tả
Loài này có bốn chân, hai chân trước và hai chân sau, chúng có một chiếc đuôi quất rất đau. Loài này thường có chiều dài tối đa là 1m đến 1m3, con đực lớn hơn con cái, nặng từ 3 đến 7 kg. Chúng thuộc một trong số loài kỳ đà nhỏ nhất trên hành tinh nhưng lại rất khỏe và hung dữ, có thể chạy rất nhanh. Mặc dù được biết đến là sống trên cạn nhưng chúng đôi lúc tập trung gần nguồn nước để bắt cua. Thức ăn chủ yếu là các loài gậm nhấm, các loại bò sát, côn trùng và đông vật không xương sống. Ngoài ra chúng và các loài kỳ đà khác có một loại nộc độc có thể gây cảm giác lạ ở chỗ cắn. Khi mớ nở kỳ đà 10 đến 15 cm nhưng có thể lớn đến 90 cm trong vòng một năm.

## Trong điều kiện nuôi nhốt
kỳ đà savannah thường được bắt ngoài tự nhiên lúc chúng còn bé và được xuất khẩu vào các nước phương tây để được nuôi làm cảnh, điều này đã khiến số lượng của chúng bị suy giảm ngoài tự nhiên. Rất nhiều con kỳ đà chết sớm so với tuổi thọ của chúng trong môi trường nuôi nhốt vì cách nuôi không chính xác, chúng bị mất nước, căng thẳng hoặc ăn thức ăn không hợp lệ đã dẫn đến lý do chết sớm, chúng còn dễ bị mắc một số loại bệnh. Khi được nuôi trong một cái chuồng quá nhỏ thì chúng dễ bị căng thẳng hoặc bị béo phì và dẫn đến nhiều loại bệnh khác nhau. 

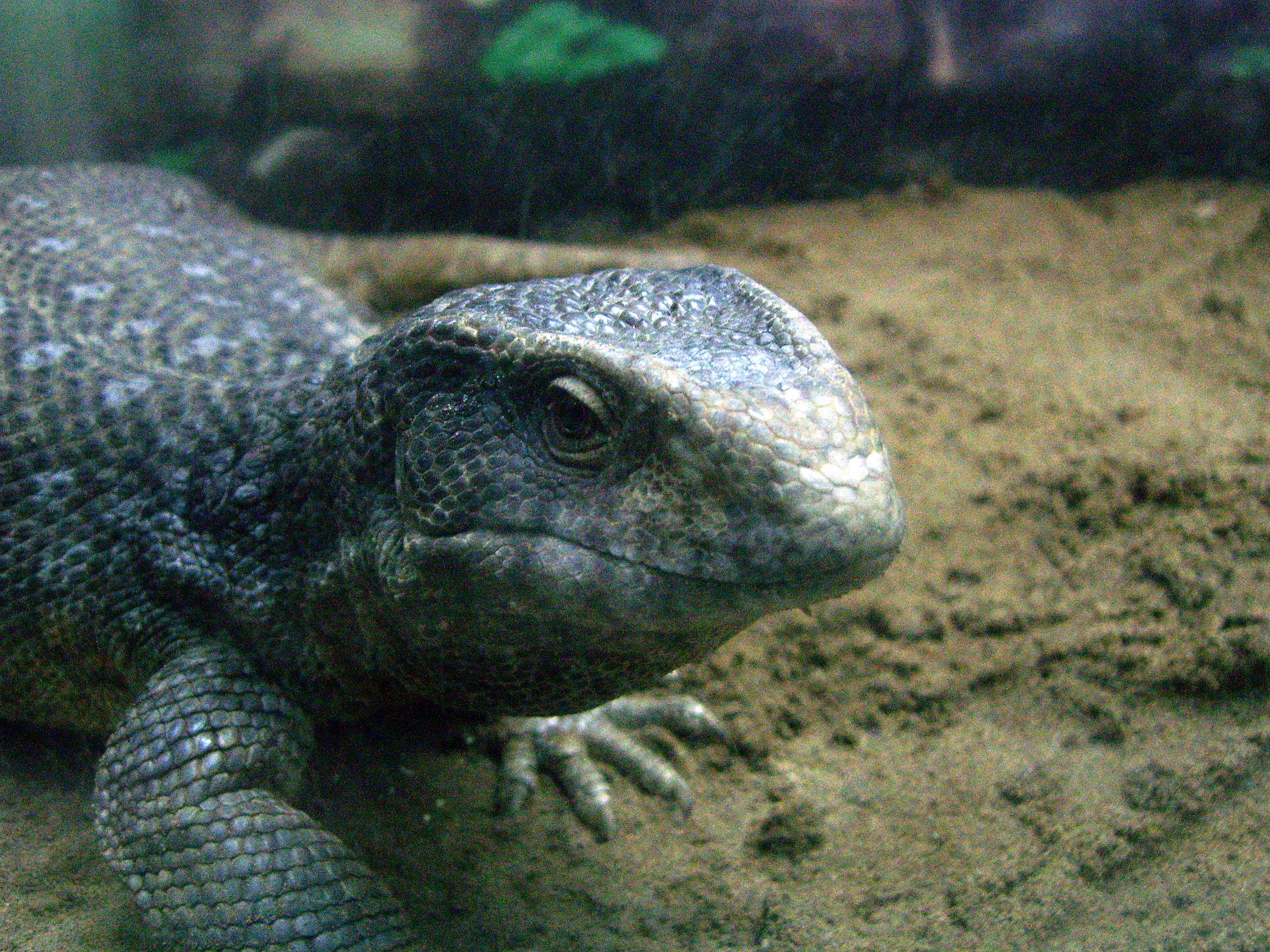
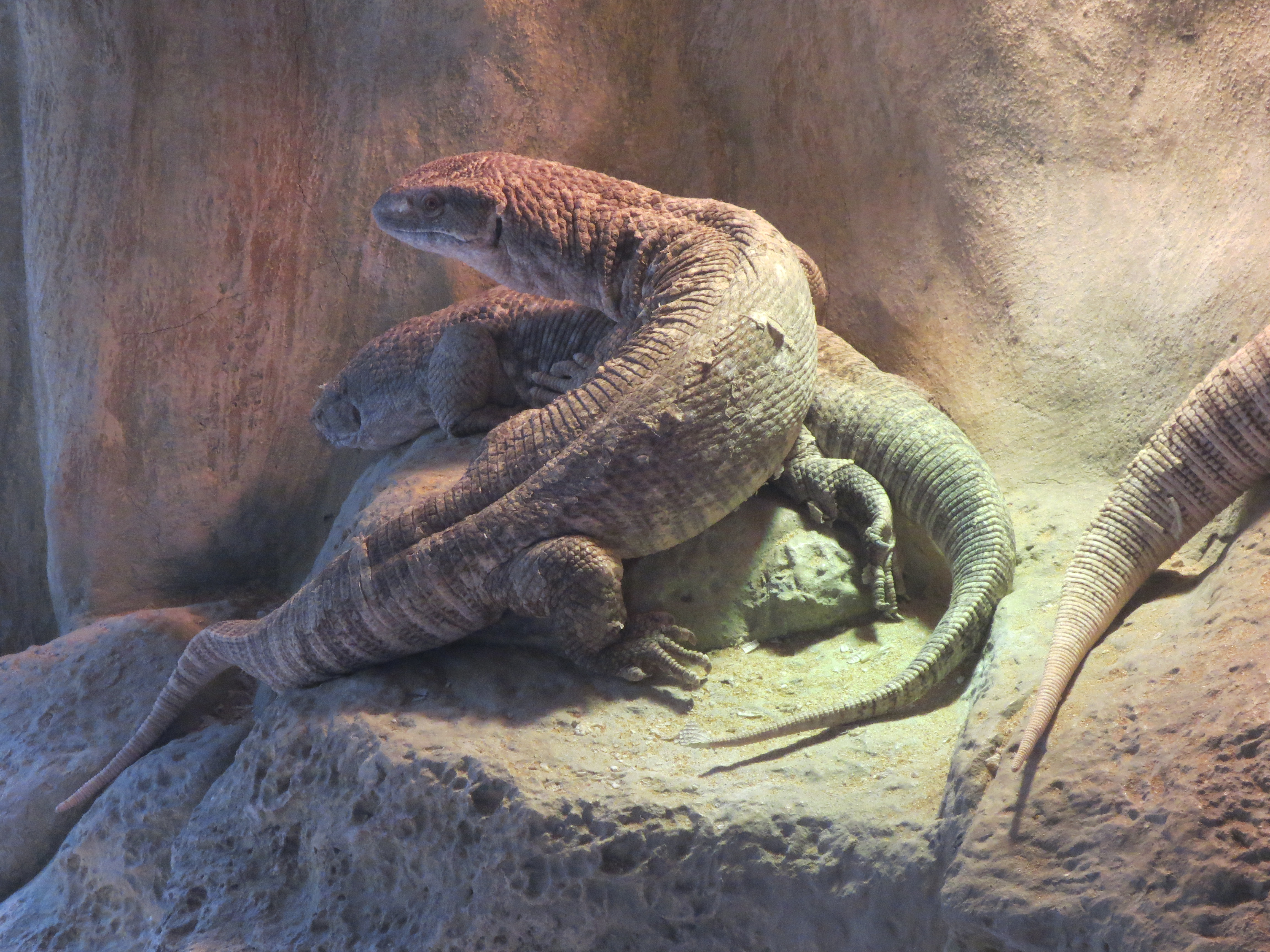
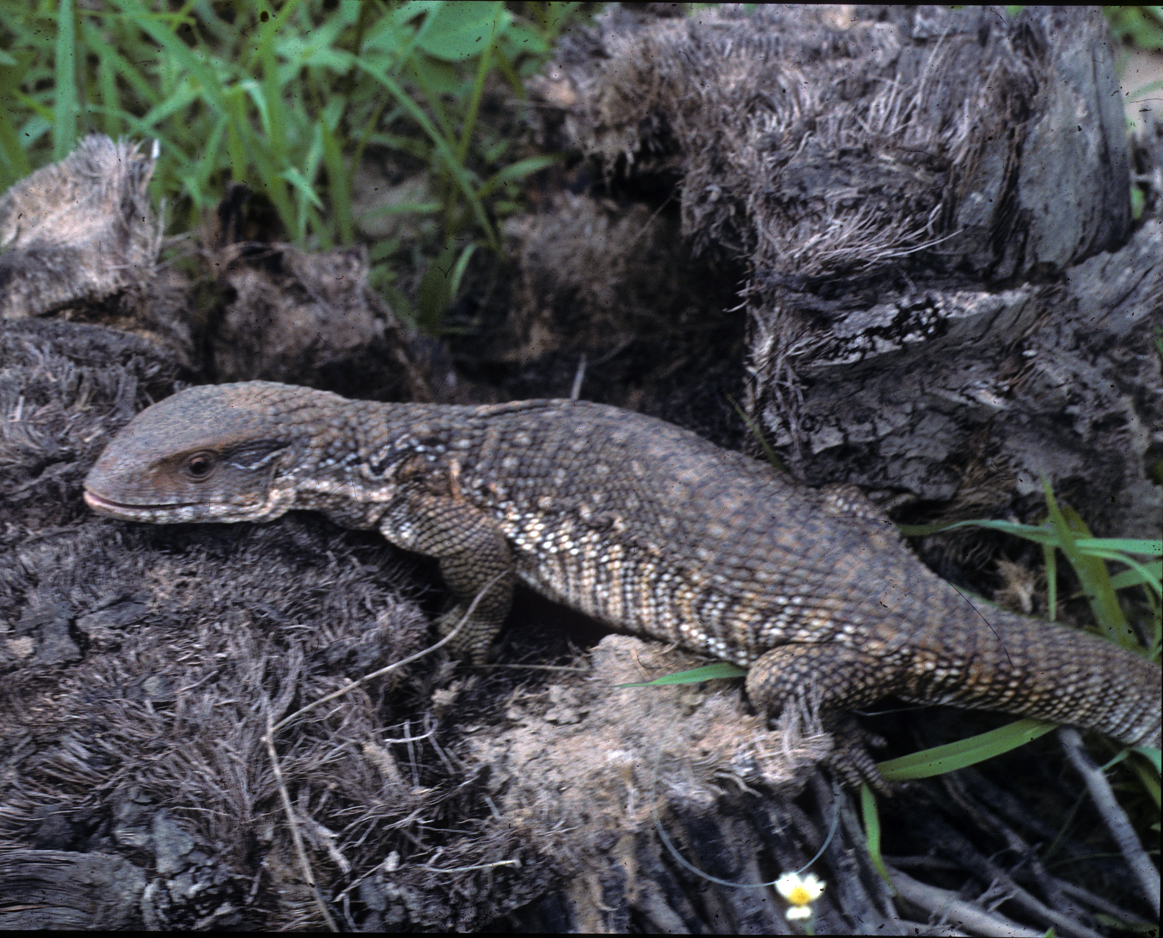
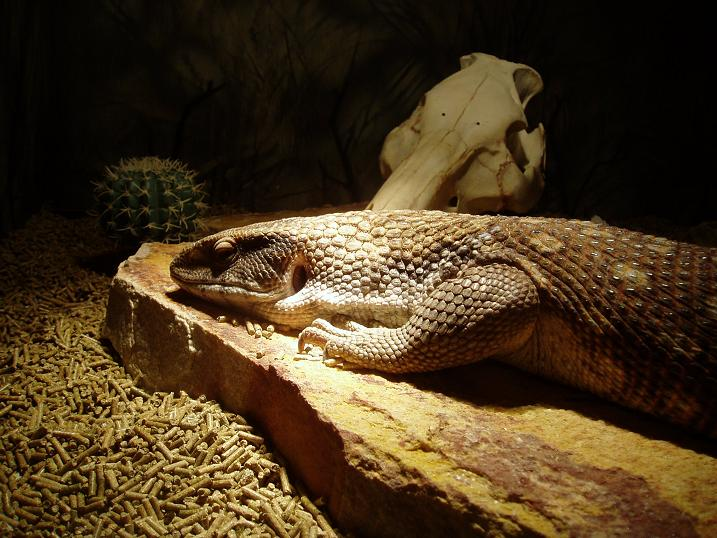
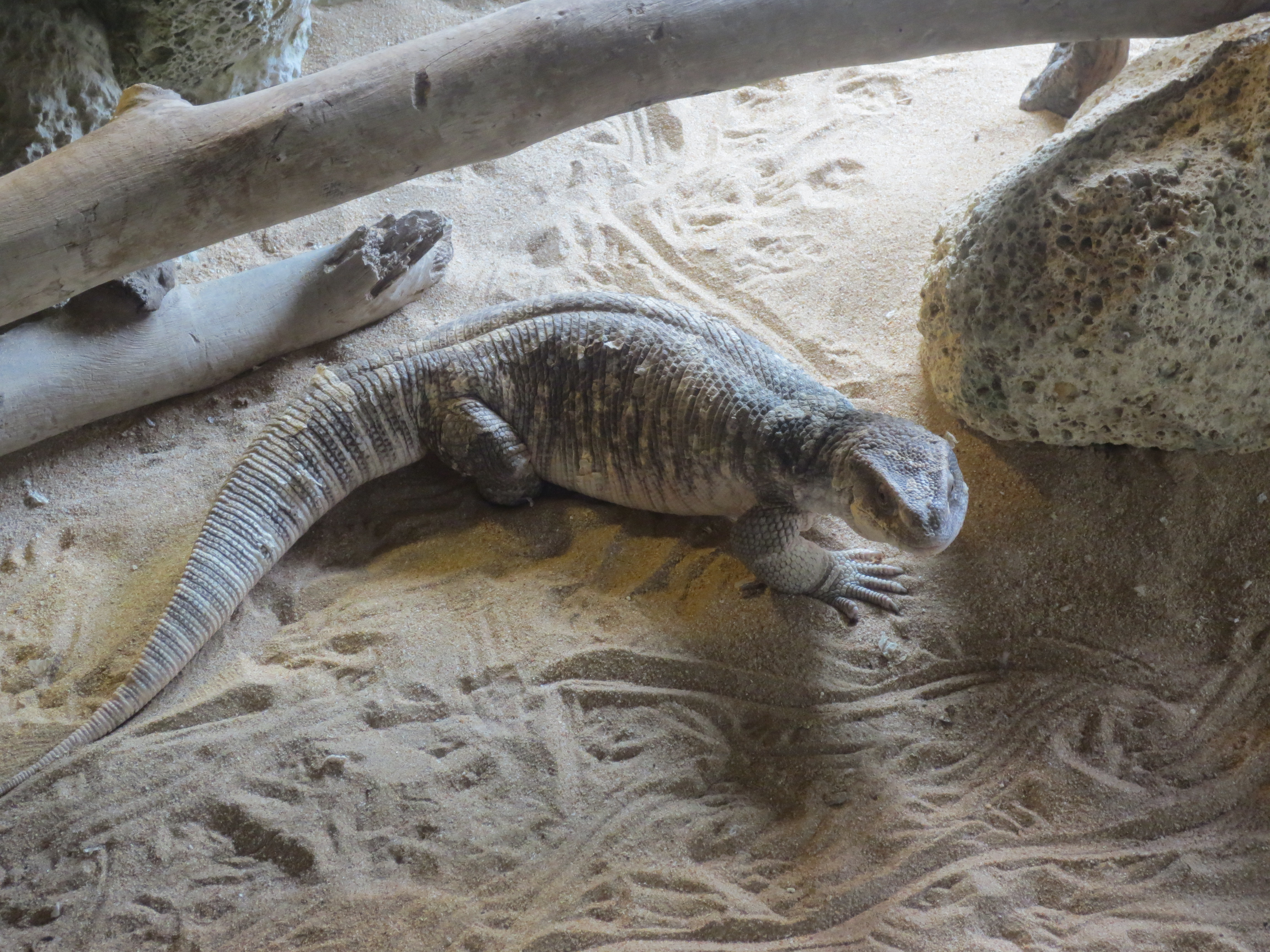
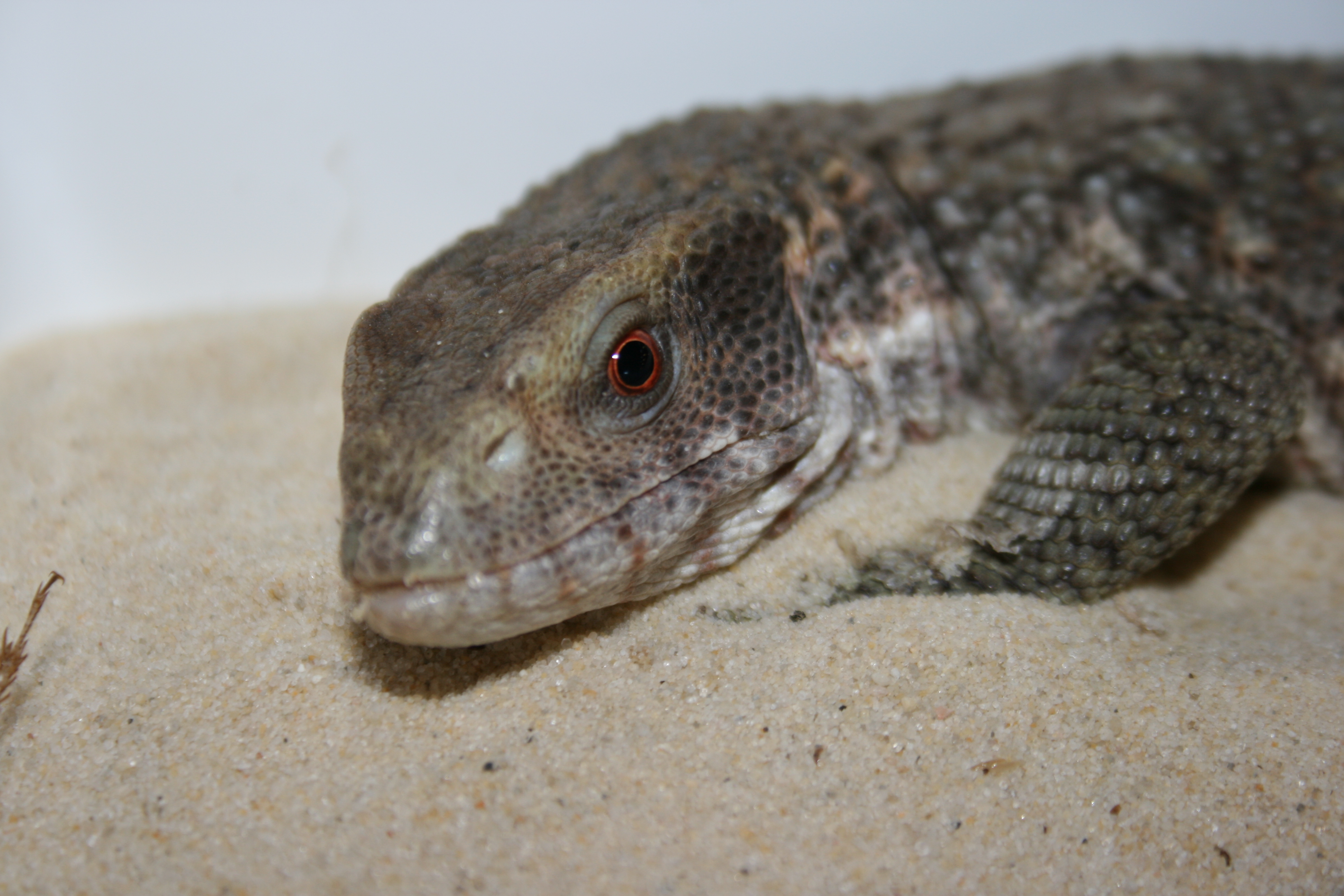